# Drop Everything
Drop Everything – album studyjny polskiego zespołu muzycznego Lady Pank, będący anglojęzyczną wersją debiutanckiego wydawnictwa zespołu, noszącego tę samą nazwę co on. Chronologicznie stanowi trzeci ze wszystkich albumów studyjnych, jakie wydał Lady Pank. Zawiera utwory z debiutu ze znacznie zmienionymi tekstami, za których przekład odpowiadał Tom Wachtel. Został nagrany i wydany w Stanach Zjednoczonych 1 marca 1985 roku na LP nakładem MCA Records. W tym samym roku album wydano także w Wielkiej Brytanii, Brazylii, Argentynie i Meksyku, a ponadto w Polsce nakładem Klubu Płytowego Razem w wersji LP ze zmienioną okładką i Polmarku w wersji CC pod tytułem On Top! – wydanie to zawierało dodatkowy utwór, „On Top” w odsłonie z koncertu zespołu na Międzynarodowym Festiwalu Piosenki w Sopocie w 1985 roku. W 1993 roku w Polsce ukazało się pierwsze wydanie CD albumu, za które odpowiedzialny był InterSonus Music.
Do pochodzącego z Drop Everything utworu „Minus Zero” (anglojęzyczny odpowiednik piosenki „Mniej niż zero”) nakręcono na Manhattanie służący promocji płyty teledysk, będący pierwszym wideoklipem polskiego zespołu, który był emitowany w amerykańskiej muzycznej stacji telewizyjnej MTV.

## Lista utworów
Na podstawie.
Strona A
1. „Minus Zero” (muz. J. Borysewicz; sł. A. Mogielnicki; przeł. T. Wachtel) – 3:54
2. „Hustler” (muz. J. Borysewicz; sł. A. Mogielnicki; przeł. T. Wachtel) – 3:56
3. „Hero” (muz. J. Borysewicz; sł. A. Mogielnicki; przeł. T. Wachtel) – 4:10
4. „The Zoo That Has No Keeper” (muz. J. Borysewicz; sł. A. Mogielnicki; przeł. T. Wachtel) – 3:40
5. „Be Good” (muz. J. Borysewicz; sł. A. Mogielnicki; przeł. T. Wachtel) – 3:56

Strona B
1. „Do, Do” (muz. J. Borysewicz; sł. A. Mogielnicki; przeł. T. Wachtel) – 3:54
2. „Someone’s Round the Corner” (muz. J. Borysewicz; sł. A. Mogielnicki; przeł. T. Wachtel) – 3:58
3. „Disturbance of the Order” (muz. J. Borysewicz) – 1:30
4. „Stranger” (muz. J. Borysewicz; sł. A. Mogielnicki; przeł. T. Wachtel) – 5:34
5. „My Kilimanjaro” (muz. J. Borysewicz; sł. A. Mogielnicki; przeł. T. Wachtel) – 3:44

### Utwory dodatkowe na reedycjach
Polmark 1985 (On Top!)
1. „On Top”  (muz. J. Borysewicz; sł. A. Mogielnicki; przeł. T. Wachtel) – 3:20

MTJ 2007
1. „On Top”  (muz. J. Borysewicz; sł. A. Mogielnicki; przeł. T. Wachtel) – 3:09
2. „Sly” (muz. i sł. P. Garland) – 4:13
3. „This Is Only Rock’n’Roll” (muz. J. Borysewicz; sł. A. Mogielnicki, P. Garland) – 4:05

## Muzycy
Na podstawie.
- Jan Borysewicz – gitara, gitara solowa; śpiew (utwór B4)
- Janusz Panasewicz – śpiew
- Edmund Stasiak – gitara
- Paweł Mścisławski – gitara basowa
- Jarosław Szlagowski – perkusja

Muzycy sesyjni
- Mariusz Zabrodzki – syntezator Mooga[b] (utwór A1)
- Cezary Szlązak – saksofon (utwór B1)